# KOI-256
KOI-256 és un estel binari localitzat a la constel·lació del Cigne, Cygnus, a aproximadament 1.828 anys llum (560 parsecs) de la Terra. Malgrat que les observacions del telescopi espacial Kepler suggerien que el sistema contenia un exoplaneta del tipus gegant gasós orbitant a la nana vermella, estudis posteriors van determinar que KOI-256 era un sistema binari compost per una nana roja orbitant una nana blanca.

## Origen del nom
L'acrònim "KOI" prové de Kepler Object of Interest (Objecte d'Interès Kepler) i significa que l'objecte ha estat catalogat pel telescopi espacial Kepler durant la seva cerca de planetes extrasolars mitjançant el mètode de trànsit. El "256" correspon al nombre de l'objecte.

## Característiques
Les observacions inicials pel telescopi espacial Kepler van suggerir la presència d'una nana vermella central amb una massa de 0.65 masses solars, un radi de 1.1 radis terrestres, i una temperatura de 3.639 K. S'estimava que el seu exoplaneta candidat tindria una massa de 14.8 masses terrestres, un radi de 25.34 radis terrestres, un període orbital d'1.38 dies, una temperatura de 1.160 K (890 °C), i un semieix major de 0.021 ua. Estudis posteriors realitzats per Muirhead et al. (2012) van redefinir els paràmetres de l'exoplaneta a un radi de 5.60 ± 0.76  radis terrestres, una temperatura de 726 K, i un semieix major de 0.016 ua.
Muirhead Et al. (2013) van realitzar observacions addicionals amb el Telescopi Hale a l'Observatori Palomar. Utilitzant el mètode de velocitat radial per a la detecció de l'exoplaneta, l'equip de Muirhead va trobar que la nana vermella es trontollava massa com per ser causat per un objecte de massa planetari, i era més probable que fos influït per una nana blanca. Utilitzant dades ultraviolades de l'observatori espacial GALEX, es va observar que la nana vermella era significativament activa, suggerint pertorbacions causades per una nana blanca. L'equip va revisar les dades de Kepler, i va trobar que quan la nana blanca passava davant de la nana vermella, la llum de la nana vermella es deformava i amplificava, un efecte anomenat lent gravitatòria. Només sent lleugerament més gran que la Terra, la nana blanca té tanta massa que la nana vermella, físicament més gran, orbita al voltant de la seva companya més petita.
Amb les noves observacions, la nana vermella ha mostrat tenir una massa de 0.51± 0.15 masses solars, un radi de 0.540 ± 0.014  radis solars, i una temperatura de 3.450 K. La nana blanca té una massa de 0.592 ± 0.084  masses solars, un radi de 0.01345 ± 0.00091  radis solars, i una temperatura de 7.100 ± 800 K.